# Жерве (граф Ретеля)
Жерве (фр. Gervais; ок. 1070 — ок. 1124) — граф Ретеля с 1118 года. Третий сын Гуго I де Ретель и его жены Мелисенды де Монтлери.
Предназначался для духовной карьеры. В 1107 году король Филипп назначил его архиепископом Реймса, хотя капитул избрал на этот пост Рауля де Вера. Однако утвердиться на реймсской кафедре Жерве не удалось: решением церковного совета в Труа от 23 мая 1107 года он был смещён.
Вскоре после 1115 года умер его старший брат Манассе. Другой брат, Болдуин, находился в крестовом походе в Святой Земле, где стал графом Эдессы, и отказался от Ретеля.
Таким образом Жерве стал наследником отца и его преемником. Он сложил духовный сан (1115) и в 1120/1121 году женился на Елизавете (ок. 1087 — после 1144), дочери Готфрида Намюрского.
Единственный известный по документам ребёнок — Мелисенда де Ретель (1121/1123 — после 1154). Не следует путать её с двоюродной сестрой — Мелисендой де Ретель (1101—1161), королевой Иерусалима.
Жерве умер ок. 1124 года. Ему наследовала сестра Матильда.